# Mișcarea de revoluție a Pământului

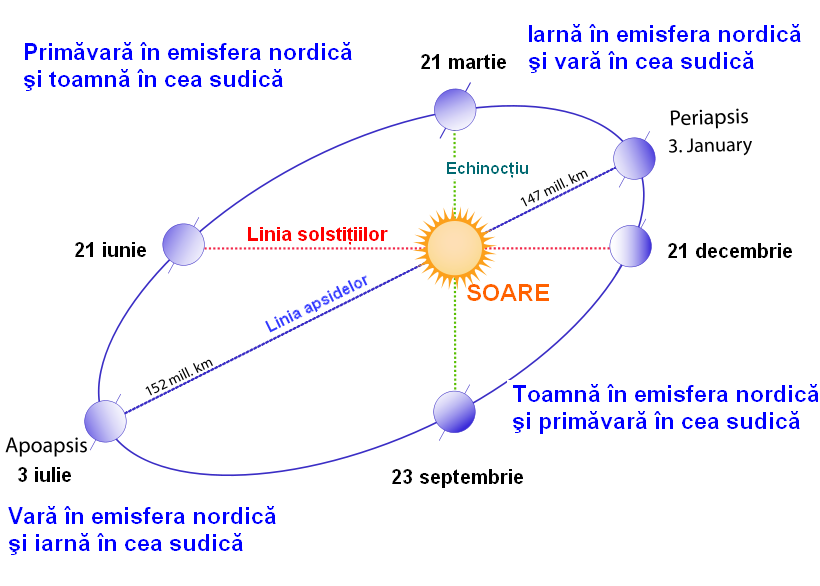
Mișcarea de revoluție terestră și formarea anotimpurilor

În astronomie, conceptul de mișcare de revoluție a Pământului se referă la deplasarea anuală a Terrei în jurul Soarelui.
O rotație completă durează 365 zile 6 h 9 min. 9 s. solare medii, valoare care stă la baza definirii anului sideral.Fiindcă orbita are formă de elipsă, Pământul, pe parcursul anului, se află în puncte mai apropiate sau mai îndepărtate de Soare. Astfel, în ianuarie distanța dintre Pământ și Soare e de 147 milioane km, această poziție fiind numită periheliu. În luna iulie, Pământul se află cel mai departe de Soare - la 152 milioane km. Acest moment este numit afeliu. 
Între cele două corpuri cerești se menține o distanță medie de aproximativ 150 de milioane de kilometri.
Traiectoria Pământului este o elipsă.
Valoarea semiaxei mari a acesteia a fost utilizată la definirea unității astronomice considerată egală cu 149.597.870.700 de metri.
Orbita reală a Pământului în spațiu se mai numește și ecliptică.
Mișcarea Pământului în jurul Soarelui se efectuează cu o viteză orbitală de circa 30 de kilometri pe secundă, planeta parcurgând, în fiecare an, cam 1 miliard de kilometri. Văzut de la Polul Nord al Pământului, acesta își parcurge orbita în sens antiorar. Această direcție la amiază, spre vestul unui observator situat pe ecuatorul terestru.
Orbita Pământului se situează în zona locuibilă a Sistemului Solar care permite, mai cu seamă, prezența apei sub formă lichidă, la suprafața sa. Totuși, variația periodică, de-a lungul miilor de ani, a unor parametri ai orbitei și ai axei de rotație ale Pământului, a condus la glaciațiuni mai mult sau mai puțin întinse pe planetă.
Descrisă cu precizie începând din secolul al XVII-lea, orbita Pământului este sursa mai multor etaloane și sisteme de referință, între care anul, unitatea astronomică, valoarea parsecului și planul eclipticii.

Animație care arată orbitele planetelor din Sistemul Solar intern. Orbita Pământului este trasată în albastru.

## Istoric
Reprezentarea Pământului în Univers a făcut obiectul mai multor modele în cursul istoriei. Ideea că Pământul ar putea fi în mișcare și să parcurgă o orbită este relativ recentă și nu este acceptată decât de câteva sute de ani. Ea face referire la heliocentrism, care plasează Soarele în centru cu planetele care se rotesc în jurul acestuia, formând Sistemul Solar.
Istoric, heliocentrismul a fost precedat de geocentrism, care plasa Pământul în centrul Universului, cu bolta cerească rotindu-se în jurul său.  Almageste a lui Ptolemeu, publicat în secolul al II-lea, este referința acestui subiect timp de peste o mie de ani.

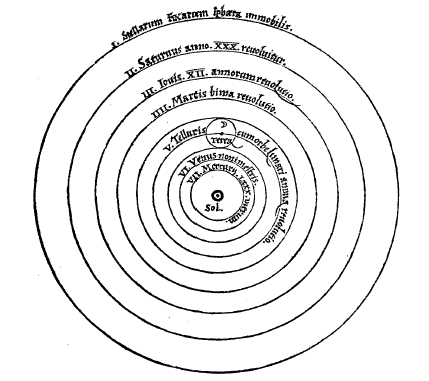
Sistemul heliocentric al lui Copernic extras din Despre revoluțiile sferelor cerești (1543).

Deși idei heliocentrice au fost exprimate încă din Antichitate, abia în secolul al XVI-lea acestea au fost considerate cu seriozitate, după publicarea Despre revoluțiile sferelor cerești (1543) de către Nicolaus Copernic, care a lansat revoluția coperniciană. Frânată de concepția circulară a orbitelor, care nu crește precizia observațiilor în raport cu modelul geocentric, cât și de autoritățile religioase ale epocii, heliocentrismului îi va trebui încă mai mult de o sută de ani înainte de a se impune în Occident.
La începutul secolului al XVII-lea, Johannes Kepler a afirmat că orbitele planetelor sunt eliptice. Astronomul a stabilit Legile lui Kepler, care permit să se descrie poziția planetelor cu o precizie mult mai mare decât aceea dată de modelele geocentrice și heliocentrice circulare. Aceste legi vor fi explicate mai târziu prin Legea atracției universale, expusă de Isaac Newton în Philosophiae Naturalis Principia Mathematica. Această lucrare a consolidat definitiv heliocentrismul drept model care descrie organizarea corpurilor din Sistemul Solar.

## Caracteristici fizice
| Caracteristici orbitale        | Unitate (J2000.0)                        |
| ------------------------------ | ---------------------------------------- |
| perioadă                       | 365,256363004 de zile                    |
| viteză medie                   | 29,78 km/s 107.200 km/h                  |
| perimetru                      | 940 de milioane de kilometri             |
| afeliu                         | 152 x 106 km 1,0167 UA                   |
| periheliu                      | 147 x 106 km 0,98329 UA                  |
| semiaxa majoră                 | 149,6 x 106 km 1,00000261 UA             |
| excentricitate                 | 0,01671123                               |
| înclinație                     | 1,578690° în raport cu planul invariabil |
| longitudinea nodului ascendent | 348,73936°                               |
| argumentul periastrului        | 114,20783°                               |

Terra efectuează un tur complet, în jurul Soarelui, în câte 365,256363004 de zile, ceea ce corespunde cu un an sideral. Viteza orbitală a Pământului este de 29,78 km/s, care este destul de rapidă pentru a acoperi diametrul planetei (de 12.700 km) în șapte minute sau să parcurgă distanța Pământ-Lună (~384.000 km) în patru ore.
Văzut de la polii nord ai Pământului și Soarelui, Pământul se rotește în sens antiorar pe orbită și pe axă, tot așa cum și Soarele se rotește în sens antiorar pe axa sa potrivit acestui punct de vedere. Acest parcurs urmează forma unei elipse cu o excentricitate de vreo 0,0167. Orbita Pământului nu este, prin urmare, un cerc perfect, având drept centru Soarele. Soarele este mai degrabă defazat pe unul din focarele elipsei.
Pe termen lung, caracteristicile fizice ale orbitei Pământului nu sunt stabile. Ele sunt influențate îndeosebi de interacțiunea gravitațională pe care și-o exercită între ele corpurile cerești. Astfel, de exemplu, ecliptica se deplasează cu circa 119 centimetri (47 de țoli), pe secol.

### Caracteristici viitoare
Unii matematicieni și astronomi, cum sunt Laplace, Lagrange, Gauss, Poincaré, Kolmogorov, Vladimir Arnold și Jürgen Moser, au căutat să dovedească stabilitatea mișcărilor planetare. Aceasta a condus la numeroase dezvoltări matematice care arată o anumită stabilitate a orbitelor planetare din Sistemul Solar. Totuși, această problemă se asimilează problemei celor N corpuri, pentru care actualmente nu există o soluție exactă.
Pe de altă parte, un studiu al lui Jacques Laskar, publicat în 1989, arată că Sistemul Solar, și îndeosebi Sistemul Solar intern (Mercur, Venus, Terra și Marte), este haotic pornind de la o scară a timpului de câteva zeci de milioane de ani, cu durata lui Liapunov evaluată la 5 milioane de ani.